# تشارلز إدوارد شامبرز
تشارلز إدوارد شامبرز (بالإنجليزية: Charles Edward Chambers)‏ هو رسام أمريكي، ولد في 9 أغسطس 1883 في أوتوموا في الولايات المتحدة، وتوفي في 5 نوفمبر 1941 في نيويورك في الولايات المتحدة.